# Johan IV van Monferrato
Johan IV Paleologo (Italiaans: Giovanni IV Paleologo) (Casale, 24 april 1413 – aldaar, 29 januari 1464) was markgraaf van Monferrato van 1445 tot 1464. Hij was een zoon van markgraaf Johan Jacob en Johanna van Savoye (1395-1460)..
Op 2 mei 1458 huwde hij Margaretha van Savoye (1439-1483), dochter van graaf Lodewijk. Uit dit huwelijk kwam een dochter voort:
- Helena Margaretha (ca 1460 – 25 juli 1496); ∞ (1480) Viktorin II von Podiebrad-Kunstatt (1443 – 1500), vorst van Münsterberg

Daarnaast had hij de volgende buitenechtelijke kinderen:
- Scipione (Casale ca 1460 – aldaar 25 maart 1485), heer van Cellamonte en Rosignano
- Sara (Casale 1462 – aldaar 1503), non